# Centrocalia lifoui
Centrocalia lifoui är en spindelart som först beskrevs av Lucien Berland 1929.  Centrocalia lifoui ingår i släktet Centrocalia och familjen Lamponidae. Inga underarter finns listade i Catalogue of Life.